# 須本綾奈
須本 綾奈（すもと あやな）は、日本の女性声優。「須本彩奈」と誤記されることもある。主にアダルトゲームに声をあてている。

## 出演
太字はメインキャラクター。

### アダルトアニメ
- 胸キュン！はぁとふるCafe にかいめ わたしを見て…（2002年、香坂ちより）
- 犠母妹 壱 〜背徳の萌蕾〜（2002年、鮎風芹夏）
- 螺旋回廊（2002年、日比野照子）
- 肢体を洗う THE ANIMATION（2003年、御堂悠紀）
- DISCIPLINE 〜The record of a Crusade〜（2003年、金田麻衣子）
- 旅館白鷺 二泊目（2004年、白鳥冬香）
- 夜勤病棟・弐（2004年、野上涼華）
- 淫妖蟲 悦 〜怪楽変化退魔録〜（2011年、白鳥深琴）

### 一般ゲーム
2002年
- パンドラの夢（永源寺実紀）- DC版

2003年
- Lost Passage 〜失われた一節〜（藤森めぐみ）

2004年
- 夏少女 -Promised Summer-（白山奏芽）

2005年
- North Wind 〜永遠の約束〜（冬蔦儚）
- こんねこ〜Keep a memory green〜（桐原実樹、立原一音）

2007年
- カラフルアクアリウム〜My Little Mermaid〜（アリサ・エクスレバン）

2010年
- 77 〜beyond the Milky Way〜（守部千影）

2015年
- ニトロプラス ブラスターズ -ヒロインズ インフィニット デュエル-（三世村正）

### アダルトゲーム

#### 1996年
- 拘束 淫爛授業 解かれたリボン（美奈子）

#### 1997年
- 聖翼学園セラフィタ あくぃれじあ白書（未央夢路）
- Be Happy 恋舞う学園（藤原清香）

#### 1998年
- ぷりんせすでんじゃあ√2 ポチのドキドキ大作戦（ナイル）
- 拘束 アルクイユの狂宴（木村智美）
- P.S.@【ぴ〜えす】（葵）

#### 1999年
- Campus 〜桜の舞う中で〜（杉部奈穂）
- My Friends（仲西由利恵）
- 女神の破瓜（チェカ、ゼドビア、尼僧ティア）
- アルバムの中の微笑み（香川五月）
- しちゅえ〜しょん2（しのぶ）
- 漂泊者の子守唄（リーン）
- アウトライン
- プライムナイト〜女子アナ白書〜（近藤聡子）

#### 2000年
- 螺旋回廊（日比野照子）
- せんぱい（九重雅）
- 楽園迷宮PET（有村真琴、鄭秀華）
- 電脳M奴隷・麗美（藤井由理奈）
- アージュマニアックス〜伊隅四姉妹最期の日〜（日比野照子）
- 好きだよっ!（目白聖）
- おまかせ☆でまかせ え〜んじぇる!!〜ショコラとミルフィー祝福しちゃうぞっ〜（ミルフィ、シャーリー）
- 神サマお願い!!（西崎岬）
- はぁとでネットワーク

#### 2001年
- 犠妹 背徳の契り（鮎風芹夏）
- 犠母妹 背徳の狂宴（鮎風芹夏）
- Storia〜逢魔の森の姫君達〜（マリーベル）
- 瞳裸III〜傀儡哀〜（レア、リニア）
- 堕ちゆく聖女（メルリース）
- 誘惑（盛岡雛子）
- 凌辱看護婦学院（室田早奈恵）
- 雀虐〜狙われた茶道部〜（大師凛）
- 淫鬼の巣（片山みのり）
- 唇濡の吐息（神本美夏）
- Private Emotion（高嶺輝澄）
- 新任英語教師・祐美子とテニスクラブ 濡れたアンダースコートの挑発（西塚美奈）
- Memories zerO -蒼い光の約束-（綾瀬千佳子）
- パンドラの夢（2001年 - 2002年、永源寺実紀）- 3作品[一覧 1]
- 逸脱（藍原美宇）
- このはちゃれんじ!（乙丸このは）
- 萌キュン! ゆにっ娘ま〜じゃん（由宇里）

#### 2002年
- いきなりはっぴぃベル（三間坂ちこり）
- Doki!Doki!お医者さんごっこ（常磐初穂）
- 咎〜けがれたしずく〜（東陽ひかる）
- メイドハンター零一 のらメイド（スクールメイド さくら、ナースメイド 華絵）
- 旅館白鷺（白鳥冬香、岬晴海）
- トラブル・バスターズ（中山加奈子）
- 雀虐2&3〜凌辱の学園雀姫たち〜（大師凛）
- はぴベルラヴ×2ハネムーン（三間坂ちごり）
- Lost Passage（藤森めぐみ）
- 奪われた夕暮れ〜はみだし部活動・陵辱系（桐川春奈）
- 白い軌跡〜White Spur〜（華御宮唯）
- BLUE（柳雪乃、柳佳苗）
- 非常識〜快楽はそこにある〜（佐藤香澄）
- ぱにっく!!けろけろ王国（エル＝ロード、アリア、ドロシー、ロゼ）
- はちみつ荘 de ほっぺにチュウ（林春奈）
- "Hello, world."（笹ヶ瀬薫）
- 黒雪姫（京佳）
- Nonfiction〜題名のないラブストーリー〜（彩坂愛美）
- うそ×モテ 〜うそんこモテモテーション〜（渡来美蘭）
- 悪戯4〜俺たちの戦闘車輌〜（堺亜樹）
- 人妻麻雀2（栗栖裕美）
- 戦国 if（郁）
- モルダヴァイト（カレン＝メイフィールド、家庭教師）

#### 2003年
- ONE 〜輝く季節へ〜 Full Voice Ver.（川名 みさき）
- それが僕等の恋愛生活（三山佳子、エミコ）
  - それが僕等の恋愛生活 FANDISC（2005年、三山佳子、エミコ）
  - それが僕等の恋愛生活 温泉に行こう！（2006年、三山佳子、エミコ）
- ときどきシュガー（堤亜緒）
- 十二人の女教師（河合圭織、福永麻琴）
- 犠淫母娘（六月小鳩、葵しずか）
- 犠淫母娘セレブ〜穢れゆく双宮の薔薇〜（勿来道凛、祝淑景）
- Calling（工藤遙）
- ひよこのキモチ（空色ゆに、ぷち魔）
- あした出逢った少女（橘高倫）
- 夏少女（白山奏芽）
- バイアス 嗤笑ける幻音が聴こえる（日神堵卯乃）
- モノグラフ〜遠い約束〜（二又美子）
- 6月の天使（坂本しのぶ）
- こもれびに揺れる魂のこえ（橘コハル）
- この空がついえる瞬間に（霧島翼、ノア）
- 黒の図書館（早坂好美）
- 秘女一夜（西司美沙里）
- 水都幻想 -Venice fantastica-（エイル）
- 我家に魔女がやって来た!（橋野響、霧崎ありす）
- ジャムアンリミット〜密/室/監/禁〜（三角七々子）
- ている・ている（チキ）

#### 2004年
- こんねこ She continues loving him over and over again.（桐原実樹、立原一音）[3]
- 魔王の娘たち（セレン）
- MinDeaD BlooD 〜支配者の為の狂死曲〜（園原麻奈）
- North Wind（冬蔦儚）
- 夜勤病棟・弐（野上涼華）
- 大好きな先生にHなおねだりしちゃうおませなボクの/私のぷにぷに（なつゆ）

#### 2005年
- 刃鳴散らす（藤原一輪）
- スクールフェスタ（久坂藤乃）
- ついつい〜ツインテールツインズ〜（姫杉詩杏[4]）

#### 2006年
- カラフルアクアリウム（アリサ・エクスレバン）
- 姫さま凛々しく!（最美千名希）
- フルアニ（ラフィエル）

#### 2007年
- 桃華月憚（鬼梗、水野美野里）
- まじよめ（樫抔文匂）
- 今日のおかず ネトラレヅマ 第三夜 斎藤しづか（斎藤しづか[5]）

#### 2008年
- あるすまぐな! -ARS:MAGNA-（黒野美子）

#### 2009年
- 77 〜And, two stars meet again〜（守部千影）
- 装甲悪鬼村正（三世村正）
  - 装甲悪鬼村正 邪念編（2010年、三世村正）

### 2013年
- 夢か現かマトリョーシカ（祝部深夜子）

### ドラマCD
- 「ブッチャケ! ハローワールド」ドラマティックCD（2003年、笹ヶ瀬薫[6]）
- 夜勤病棟・弐〜眩惑の堕天使〜 第一章 風間愛（2004年、野上涼華）
- 夜勤病棟・弐～堕落の診断室～（2004年、野上涼華）
- ついつい〜ツインテールツインズ〜 夏ごきげんよう！（2005年、姫杉詩杏）
- MOON CHILDe ドラマCD＆オリジナルサウンドトラック アナザーエディション（2006年）
- ドラマCD 姫さま凛々しく!（2007年、最美千名希）

## ディスコグラフィ
| 発売日         | 商品名                                                            | 歌                                             | 楽曲                              | タイアップ                                                  |
| -------------- | ----------------------------------------------------------------- | ---------------------------------------------- | --------------------------------- | ----------------------------------------------------------- |
| 2002年4月12日  | メイドハンター零一 のらメイド 初回特典主題歌CD                    | 須本綾奈                                       | 「のらメイド体操」                | PCゲーム『メイドハンター零一 のらメイド』エンディングテーマ |
| 2002年8月9日   | 18禁ゲー主題歌集/素敵だいあもんど                                 | 須本綾奈                                       | 「のらメイド体操[PaRaPaRa Ver.]」 | PCゲーム『メイドハンター零一 のらメイド』関連曲             |
| 2003年12月12日 | ジャムアンリミット オリジナルサウンドトラック                     | 須本綾奈                                       | 「WORD」                          | PCゲーム『ジャムアンリミット～密/室/監/禁～』主題歌         |
| 2004年8月13日  | テリオスキャラクターCDコレクションVol.4「三間坂ちこり＆藤咲朋乃」 | 三間坂ちこり（須本綾奈）、藤咲朋乃（平野響子） | 「星の舟」 「小指の約束」         | PCゲーム『いきなりはっぴぃベル』関連曲                      |
| 2007年         |                                                                   | 平野響子、須本綾奈                             | 「Teardrop」                      | PCゲーム『まじよめ』オープニングテーマ                      |

### シリーズ一覧
1. ↑  本編（2001年）、『パンドラの夢 特別パッケージ DVD-ROM版』『パンドラのびっくり箱』（2002年）